# Plecturocebus grovesi
Plecturocebus grovesi és una espècie de primat de la família dels pitècids. És endèmic de l'estat brasiler de Mato Grosso. Es diferencia de les altres espècies del gènere Plecturocebus pel color del pelatge. Fou anomenat en honor del mastòleg australià Colin Groves. Com que fou descobert fa poc, la Unió Internacional per a la Conservació de la Natura (UICN) encara no n'ha avaluat l'estat de conservació, però els seus descriptors consideren que es tracta d'una espècie en perill crític.